# Mass Effect 2
Mass Effect 2 je akční RPG vyvinutá společností BioWare a vydaná firmou Electronic Arts. Jedná se o pokračování hry Mass Effect a celkově druhou hru stejnojmenné série. Hra byla vydána pro Microsoft Windows a Xbox 360 v lednu 2010, verze pro PlayStation 3 vyšla v lednu 2011.
Mass Effect 2 navazuje na události předchozí hry. Shepard musí sestavit tým aby mohl zastavit Kollektory (Collectors), kteří útočí na lidské kolonie. 
Hra byla komerčním úspěchem, týden po vydání se celosvětově prodalo přes dva milióny kopií, navíc sklidila také velmi příznivý ohlas od recenzentů. K dubnu 2010 byla podle serveru GameRankings na Xboxu 360 třetí a celkově čtrnáctou nejlépe hodnocenou hrou všech dob. Získala přes třicet nejvyšších hodnocení a dle Metacritic má průměrné skóre 94 na PC a 96 na Xboxu 360.

## Gameplay
Hrací prvky jsou podobné předchozí hře, na kterých je dále stavěno.

## Příběh
Mass Effect 2 začíná v roce 2183, týdny po konci prvního dílu. Při hledání a ničení posledních zbytků Gethů (nepřátelská robotická rasa z prvního dílu) je loď Normandie napadena neznámou lodí. Normandy utrpí těžké ztráty a posádka je nucena se evakuovat. Joker, pilot Normandie, přesto pokračuje v řízení lodi a velitel Shepard je nucen ho zachránit. Předtím než dokáže Shepard nastoupit do záchranného modulu k Jokerovi, je loď podrobena dalšímu útoku neznámého nepřítele a Shepard je separován od jediné možnosti úniku. Rozhodne se proto vypustit záchranný modul a zachránit tak Jokera, avšak sám je explozí vymrštěn do volného prostoru. Jeho ochranný oblek je porušen úlomky z lodi a Shepard tak umírá ve vakuu.
S pomocí Liary T'Soni, jednou z přeživších členů posádky Normandie, se podaří tajné společnosti Cerberus získat Shepardovy ostatky. Díky projektu Lazarus je velitel po dvou letech znovu oživen, nachází se na stanici Cerberu. Ta je však podrobena útoku a tak je nucen s pomocí agentů Cerberu Jacoba Taylora a Mirandy Lawsonové tento útok odrazit. Poté se setká z vůdcem Cerberu, který je znám pod jménem Záhadný. Ten Shepardovi vysvětlí, proč byl oživen. Někdo totiž útočí na lidské kolonie a celé jejich populace unáší neznámo kam. Záhadný je přesvědčen, že za tím stojí Shepardovi staří nepřátelé - Reapeři, rasa starodávných strojů, která pravidelně "sklízí" veškerý inteligentní život v galaxii, pokud některá z civilizací dosáhne určitého stádia vývoje.
Shepard je vyslán, spolu s Jacobem a Mirandou, vyšetřit nedávný útok na kolonii Freedom's Progress. Během průzkumu kolonie narazí na Tali'Zorah Nar Rayya, jednu bývalou členku Shepardova týmu, a zjistí, že za útokem stojí záhadný hmyzu podobný druh zvaný jako Collectoři. Collectoři žijí za Omega-4 Relé, odkud se dosud žádná loď nevrátila. Po hlášení Cerberu získá Shepard velení nad vylepšenou verzí své lodě Normandie - Normandie SR-2, která je vybavena umělou inteligencí EDI (Enhanced Defence Intelligence). Záhadný poté Shepardovi doporučí vytvoření týmu vycvičených specialistů na misi proti Collectorům.
Shepard tedy započíná verbovat svůj tým. Nejprve putuje na stanici Omega pro salarianského vědce Mordin Soluse (pomůže ho vypátrat Aria T´loaková – nepsaná vládkyně Omegy). Shepard se setká i s Archandělem (Garrus Vakarian), což je jeho spolubojovník z ME 1, který se také přidá do týmu.
Dalším pomocníkem je biotická trestankyně Jack (Subjekt 0), nachází se ve vězeňské stanici Očistec.
Na Korlus pak Shepard letí najít kroganského doktora Okeera, ten v průběhu mise zemře, ale Shepard místo něj naverbuje jeho geneticky vytvořeného krogana Grunta.
Záhadný, pošle Sheparda do další, odmlčelé, lidské kolonie – Horizont, kolonie je pod útokem. Loď Collectorů Shepard značně poškodí, ale i tak je velká část populace z kolonie „sklizena“. Na závěr mise se Shepard setká s Kaidanem Alenkem nebo Ashley Williamsovou (Shepardovy společníci z ME 1, první díl přežil ale jen jeden, a tak záleží na savech, kterého Shepard potká), nepřidá se ,protože nesouhlasí s politikou Cerberu.
Na Planetě Haestrom Shepard naverbuje kvarianku Tali (společnice z ME 1) a na Illiu naverbuje asarijku Samaru (při pozdějším plnění jejího osobního úkolu je možné ji zabít, a místo ní se do týmu přidá její dcera Morinth) a drellského vraha Thane Kirose. Na Illiu se setká i s Liarou (společnice z ME 1), ale ta se nepřidá do Shepardova týmu.
Záhadný pošle Sheparda do, údajně opuštěné, Collektorské lodě. Shepard nenajde Collectory, ale dozví se, že Collektoři byli původně Protheané, ale změnili se na otroky Reaperů (Smrťáků). Díky EDI, Shepard zjistí, jak lze obejít Hmotný vysílač Omega-4 (relé Omega-4 ). Loď byla past, Shepard z lodi unikne.
V průběhu hry lze libovolně zvyšovat loajalitu svých společníků a plnit ostatní vedlejší úkoly.
Shepard posléze navštíví vrak Reaperské lodě a získá identifikátor nezbytný pro průlet přes relé Omega-4, a později získá i nečinného getha. Je možné ho zapnout, pak přijme od EDI jméno Legion a bude bojovat po Shepardově boku, nebo je možné ho odevzdat Cerberu.
Brzy poté, Normandie integruje identifikátor do svých systémů, zatímco Shepard a jeho tým opustí Normadii, tak během jejich nepřítomnosti, je Normandie napadena a obsazena kolektory, pouze Joker (krátce se stane hratelnou postavou) zabraňuje zneškodnění Normandie, o veškerý chod Normandie se stará EDI.
Po návratu Shepardova týmu do Normandie, použijí relé Omega-4 dostanou se do Collectorské základny. Poté se jim podaří zachránit přeživší členy Normandie, a probojovat do centrální místnosti. Při této „sebevražedné misi může mnoho Shepardových společníků zahynout, přežití záleží na mnoha faktorech (loajalita, upgrady Normandie aj.). V centrální místnosti, Shepard zjistí, že Přetvořence vytvořili Reapeři z lidí, Shepard zničí Reapera (bosse) a připravuje se zničit Collectorskou základnu. Nicméně před tím, se objeví Záhadný (opět jako hologram) a chce základnu uchovat, pro potřeby Cerberu – údajně by výzkum pak použil proti Reaperům – nicméně jde o Shepardovu volbu. Po zvolení zničení nebo uchování základny - přežilo-li dost společníků - uniká základnou před bombou, jež vzápětí vybuchne. Ale je i možné, že Shepard v Colletorské základně zahyne – save s mrtvým Shepardem by nemělo v Mass Effect 3 fungovat.
V Normandii, Shepard mluví se Záhadným, který buď chválí, nebo odsuzuje Shepardovo rozhodnutí. Lidstvo se obává Reaperů.

### NPC postavy (Posádka Normandie)
V průběhu hry může Shepard naverbovat do své posádky nové členy, někteří mohou v závěru hry i zemřít.
Každý člen posádky se může stát loajálním po splnění určitého úkolu.
- Garrus Vakarian (Archanděl) - turianský infiltrátor a sniper. Shepardův přítel z prvního dílu, se po smrti Sheprda usadil na Omeze, kde je možného naverbovat do týmu. Garrusovým úkolem je pomstít se členovi jeho bývalého týmu.
- Grunt - kroganský voják. Je geneticky vyšlechtěný, stvořil ho vědec Okeer. Shepard ho může naverbovat na planetě Korlus, místo původně zamýšleného člena posádky Okeera, který zemřel. Úkol-stát se členem kroganského klanu.
- Jack (Subjekt Nula) - lidská biotička. když ji byly čtyři roky tak byla unesena agentem Cerbera z kolonie Eden Prime a umístěna do ústavu na Pragii (byly na ní prováděny různé testy, výzkum se ale zvrhl a byla i mučena), později se ji podařilo prchnout. Po útěku se stala zločincem a následně byla zatčena v Purgatoru, kde ji Shepard může osvobodit a naverbovat do posádky. Úkol - zničit zařízení na Pragii.
- Jacob Taylor – Korzár, po zničení první Normandie byl velitelem ostrahy projektu Lazarus (oživení Sheparda). S Shepardem je tedy od začátku hry. Úkol-najít svého otce.
- Kasumi Goto - Zlodějka najatá Cerberem, má pomoci Shepardovi infiltrovat Kolektorskou základnu. Shepard Kasumi může naverbovat ve čtvrti Zakera, na Citadele. Postava je přístupná pouze s DLC Kasumi - Stolen Memory.
- Legion - geth, byl Gethy vyslán za Perseův závoj. Shepard Legiona může naverbovat na palubě opuštěného vraku Smrťáka. Přes svou rasu se chová vůči Shepardovi přátelsky (ale nemusí být aktivován, může být prodán Ceberu, a tak se nestane členem týmu). Pojmenovává ho EDI, protože on nazývá sám sebe jako Geth. Úkol-zničit základnu heretiků.
- Miranda Lawson - důstojník Cerberu a pravá ruka Záhadného. Byla ve vedení projektu Lazarus. Se Sheprdem je od začátku hry. Úkol-pomoci své sestře Orianě.
- Mordin Solus - salarianský vědec a lékař. K Shepardovi se přidává na Omeze, chce zachránit galaxii před Kolektory a Smrťáky.Úkol-najít bývalého studenta.
- Morinth - dcera justikarky Samary a biotička. Trpí vzácnou nemocí (je tzv.Ardat-Yakshi), která ohrožuje její milostné partnery. Morinth je pronásledována justicí obzvláště svou matkou Samarou. Shepard ji může naverbovat na Omeze, ale pak ze svého týmu ztratí její matku Samaru. Pokud ji zabije, tak Samara zůstane na palubě Normandie.
- Samara - asarijská justikarka a biotička, je jí téměř tisíc let. Je členkou řádu, který se svým řádem podobá japonským samurajům. Shepard ji může naverbovat na Illie. Pátrá tam po své dceři. Úkol-zneškodnit svou dceru Morinth (je tzv.Ardat-Yakshi).
- Tali´Zorah vas Neema (Tali) - kvarianská technička. Shepardova přítelkyně z prvního dílu. Shepard ji na Haestromu zachrání, a tak se přidá k jeho posádce. Úkol-očistit své jméno.
- Thane Krios - drellský zabiják. K Shepardovi se přidává v kancelářích Nassany Dantiusové, a to i přesto, že trpí Kepralovým syndromem zbývá mu tedy pár měsíců života. Úkol-najít syna.
- Zaeed Massani - lovec a žoldák placený Cerberem. Shepard ho může naverbovat na Omeze. Postava je přístupná pouze s DLC Zaeed - The Price of Revenge. Úkol-pomstít se svému bývalému partnerovi.

## Stahovatelný obsah
BioWare dosud vydalo množství rozšiřujícího stahovatelného obsahu (DLC) a plánuje vydání dalších. Obsah DLC se velmi liší, od samostatně prodávaných zbraní a zbrojí, přes malé postranní mise a úplné questy, až po velké datadisky. Podobně jako u hry Dragon Age: Prameny (taktéž vytvořené studiem BioWare), byly první DLC k dostání již při vydání hry, některé dokonce zdarma.

### Seznam vydaných DLC
| Název                        | Obsah                                         | Datum vydání     | Cena                                                                  |
| ---------------------------- | --------------------------------------------- | ---------------- | --------------------------------------------------------------------- |
| Inferno Armor                | Zbroj                                         | Předobjednávka   | Zdarma při předobjednání hry na Amazon, nyní součástí Equalizer Pack. |
| Terminus Armor and Weapon    | Zbroj a zbraň                                 | Předobjednávka   | Zdarma při předobjednání hry na GameStop a Play.com.                  |
| Sentry Interface             | Helma                                         | 26. ledna 2010   | Reklamní předmět Dr. Pepper/7-Eleven.                                 |
| Recon Hood                   | Helma                                         | 26. ledna 2010   | Reklamní předmět Dr. Pepper/7-Eleven.                                 |
| Umbra Visor                  | Helma                                         | 26. ledna 2010   | Reklamní předmět Dr. Pepper/7-Eleven.                                 |
| Incisor Sniper Rifle         | Odstřelovací puška                            | 26. ledna 2010   | Zdarma v edici Digital Deluxe Edition, nyní součástí Aegis Pack.      |
| Collectors' Weapon and Armor | Zbroj a útočná puška                          | 26. ledna 2010   | Zdarma ve sběratelské edici.                                          |
| Blood Dragon Armor           | Zbroj                                         | 26. ledna 2010   | Zdarma s koupí Dragon Age: Prameny.                                   |
| Normandy Crash Site          | Mise                                          | 26. ledna 2010   | Zdarma.                                                               |
| Zaeed - The Price of Revenge | Nová postava, charakterová mise a těžká zbraň | 26. ledna 2010   | Zdarma.                                                               |
| Cerberus Weapon and Armor    | Zbroj a brokovnice                            | 9. února 2010    | Zdarma.                                                               |
| Cerberus Arc Projector       | Těžká zbraň                                   | 9. března 2010   | Zdarma.                                                               |
| Firewalker Pack              | Nové vozidlo, 5 misí                          | 23. března 2010  | Zdarma.                                                               |
| Alternate Appearance Pack #1 | 3 alternativní vzhledy pro tým                | 23. března 2010  | 160 MS/BioWare bodů                                                   |
| Kasumi - Stolen Memory       | Nová postava, charakterová mise a samopal     | 6. dubna 2010    | 560 MS/BioWare bodů                                                   |
| Equalizer Pack               | Zbroj                                         | 4. května 2010   | 160 MS/BioWare bodů                                                   |
| Overlord                     | Mise                                          | 15. června 2010  | 560 MS/BioWare bodů                                                   |
| Aegis Pack                   | Zbroj a ostřelovací puška                     | 7. července 2010 | 160 MS/BioWare bodů                                                   |
| Firepower Pack               | Zbraně                                        | 3. srpna 2010    | 160 MS/BioWare bodů                                                   |
| Lair of the Shadow Broker    | Mise                                          | 7. září 2010     | 800 MS/BioWare bodů                                                   |
| Arrival                      | Mise                                          | 29. března 2011  | 560 MS/BioWare bodů                                                   |
| Genesis                      | Komiks                                        | 1. ledna 2011    | 320 MS/BioWare Bodů                                                   |

## Soundtrack
Mass Effect 2: Original Videogame Score je oficiální herní soundtrack jež produkovala firma Wall of Sound inc. Hlavním skladatelem byl Jack Wall, na soundtracku se podíleli i Sam Hulick, David Kates a Jimmy Hinson. Dodatečnými úpravami a implementací hudby do hry se zabýval Brian DiDomenico. Samostatně byl vydán 19. ledna 2010 společností Electronic Arts. Obsahuje 27 nahrávek na dvou discích.
| Pořadí         | Název                   | Délka  |
| -------------- | ----------------------- | ------ |
| 1.             | The Illusive Man        | 2:23   |
| 2.             | Humans Are Disappearing | 2:00   |
| 3.             | The Attack              | 5:13   |
| 4.             | The Lazarus Project     | 1:10   |
| 5.             | A Rude Awakening        | 1:39   |
| 6.             | The Normandy Reborn     | 2:06   |
| 7.             | Miranda                 | 5:22   |
| 8.             | Jacob                   | 6:02   |
| 9.             | Freedom's Progress      | 5:41   |
| 10.            | Thane                   | 9:19   |
| 11.            | Garrus                  | 6:04   |
| 12.            | An Unknown Enemy        | 2:41   |
| 13.            | Samara                  | 8:53   |
| 14.            | Grunt                   | 5:26   |
| 15.            | Horizon                 | 2:56   |
| 16.            | Tali                    | 5:58   |
| 17.            | Mordin                  | 6:27   |
| 18.            | The Normandy Attacked   | 2:11   |
| 19.            | Jack                    | 6:28   |
| 20.            | Legion                  | 6:22   |
| 21.            | Jump Drive              | 2:16   |
| 22.            | Crash Landing           | 3:43   |
| 23.            | The Collector Base      | 3:52   |
| 24.            | The End Run             | 2:57   |
| 25.            | Suicide Mission         | 4:45   |
| 26.            | New Worlds              | 2:30   |
| 27.            | Reflections             | 1:19   |
| Celková délka: | Celková délka:          | 115:43 |

## Pokračování

### Mass Effect 3
Mass Effect 3 navazuje na DLC Arrival (Příchod). Příběh začíná na Zemi, kde je Shepard souzen za své činy spáchané v Arrival. Do hry lze importovat postup z druhého dílu. Hra v EU vyšla 9. března 2012.